# Dolichocephala zwicki
Dolichocephala zwicki är en tvåvingeart som beskrevs av Wagner 1995. Dolichocephala zwicki ingår i släktet Dolichocephala och familjen dansflugor.
Artens utbredningsområde är Kroatien. Inga underarter finns listade i Catalogue of Life.